# Phylloscopus trochilus
Il luì grosso (Phylloscopus trochilus Linnaeus, 1758) è un uccello passeriforme tradizionalmente inquadrato nella famiglia Sylviidae, ma da una recente revisione filogenetica attribuito alla famiglia Phylloscopidae.

## Descrizione

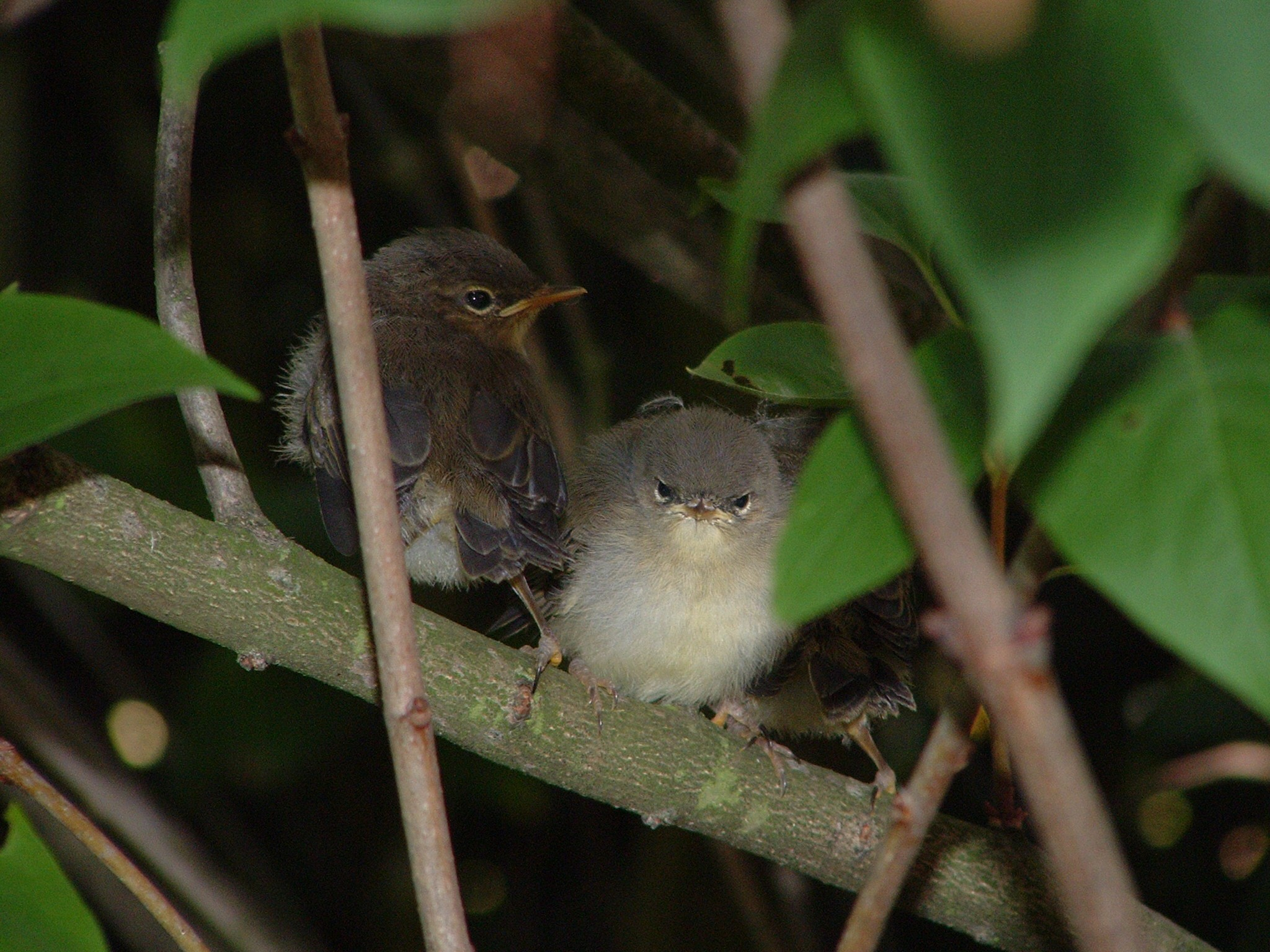
Pulcini di luì grosso

Il luì grosso è lungo circa 11 – 13 cm e ha un'ampiezza alare di 17 – 22 cm. Il suo peso è di circa 8 - 11 grammi. Nell'aspetto è difficile da distinguere dal luì piccolo (Phylloscopus collybita). Ha un canto più dolce e delicato del luì piccolo, ma quando è spaventato o nel periodo dell'accoppiamento, emette un forte pigolio, accompagnandolo con uno spiegamento delle ali a ventaglio. La parte superiore va dal verde al verde oliva, la parte inferiore è giallastra. L'uccellino ha la gola, il petto e la striscia al di sopra degli occhi giallastri.
I maschi e le femmine hanno lo stesso colore. Un luì piccolo può arrivare ai 12 anni di età.

## Distribuzione e habitat
In quasi tutta l'Europa centrale e settentrionale il migratore a lungo raggio è presente da aprile a settembre. La sua residenza invernale è a sud del Sahara in Africa. Il tempo di viaggio e la direzione di migrazione gli sono innati. Il luì grosso vive in foreste cedue e miste, parchi, terreni umidi, arbusteti e giardini.

## Biologia

### Alimentazione
Il luì grosso si nutre di ragni, molluschi, bacche, frutti, insetti e loro larve.

### Riproduzione

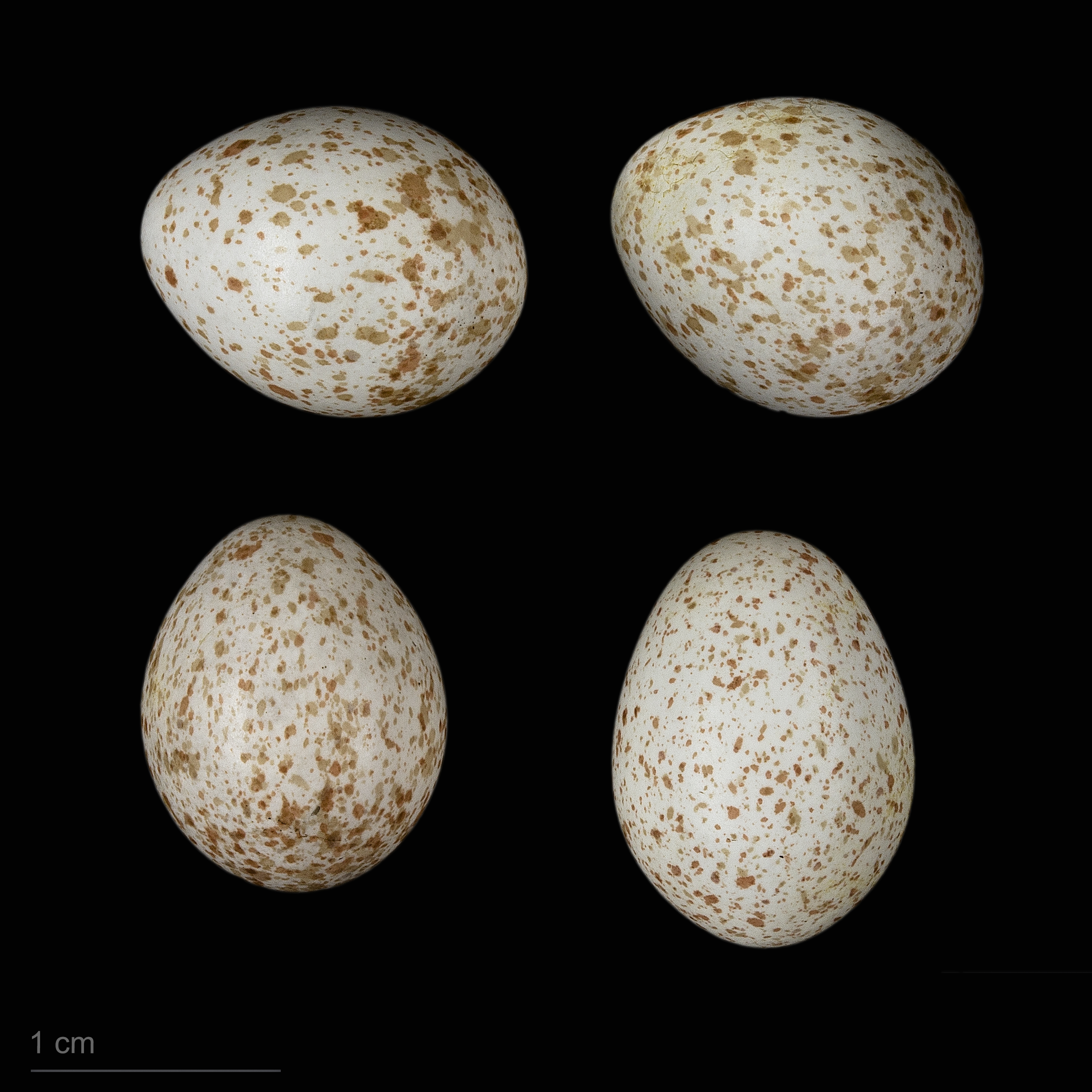
Uova di Phylloscopus trochilus - Museo di Tolosa

La maturità sessuale subentra dopo un anno. Il periodo di cova principale va da maggio a luglio. Il nido costruito con muschio e erba, addirittura provvisto di tettoia, è ben nascosto negli arbusti fitti o nell'erba. La femmina depone 4 - 7 uova. Le uova vengono riscaldate per 13 - 14 giorni. Gli esemplari europei vengono stimati a circa 40 milioni di coppie.